# عبد اللطيف بن مبارك الأحسائي
عبد اللطيف بن مبارك بن علي الأحسائي (ق. 1788 - 1868 م) (ق. 1203 - 1285 هـ) فقيه وقاضي مالكي سعودي من أهل القرن الثالث عشر الهجري. ولد في الهفوف ونشأ بها وفي إمارة المتنفق حيث هاجر والده مبارك بن علي إليها في 1798 مع أسرته. تلقى بعض دروسه على والده وبعض علماء العراق وإخوته. وبعد وفاة والده في 1815 عاد مع إخوانه إلى الأحساء وتولى التدريس والوعظ في ثلاث مدارس. عينه فيصل بن تركي آل سعود قاضيا للأحساء.

## سيرته
هو عبد اللطيف بن مبارك بن علي الأحسائي. ولد بحدود سنة 1203 هـ/ 1788 م في الهفوف. رحل صغيرًا مع والده وجميع إخوته إلى إمارة المتنفق بجنوب العراق في 1798 وتلقى هناك بعض دروسه على والده وبعض علماء العراق وإخوته. وبعد وفاة والده في 1798 عاد مع إخوانه إلى الأحساء وتلقى عن كبار علمائها حتى صار عالمًا متصدرًا للفتوى والتعليم وآل أمر القضاء الأحساء إليه. 

تولى التدريس والوعظ في ثلاث مدارس، الأولى مدرسة الشهارنة، ومدرسة النعاثل، ومدرسة السوق. قصده الطلاب من الأساء وخارجها من البلاد المجارة. من تلاميذه قاسم بن مهزع قاضي البحرين وابناه عبد الله وإبراهيم. 

تولي إمامة مسجد الشهارنة بالرفعة كما اسند إليه فيصل بن تركي آل سعود قضاء الأحساء والإشراف المساجد والأئمة بها مدة حكمه حوالي 1260 هـ/ 1844 م. 

توفي في سنة 1285 هـ/ 1868 م.

## في القضاء
بعد ما دخل فيصل بن تركي آل سعود الأحساء في عام 1260 كان معه عبد الرحمن بن حسين بن محمد بن عبد الوهاب، فتشاور فيصل مع مستشاره عبد الرحمن وجملة من أعيان البلاد فلم ير أنسب لهذا المقام من عبد اللطيف بن مبارك فعرضوا عليه القضاء فأبى، فقال عبد الرحمن بن حسن : أنا أكفيك أمره، فتولى الشيخ عبد الرحمن قضاء. وبعد رحيل فيصل من الأحساء بمدة يسيرة طلب الشيخ عبد الرحمن من عبد اللطيف النيابة في القضاء وألح عليه فقبل. وقد دارت بينهما قبل ذلك مجالس ومدارسات عرف كل منهما. فلما سافر عبد الرحمن بن حسن أشار لفيصل بإرسال أمره للشيخ عبد اللطيف بتولي القضاء. فأحرج عبد اللطيف ولم يجد بداً من البقول، فتولى القضاء ربع قرن إلى وفاته في 1285 هـ/ 1868 م. 